# Saint Paul (Giotto, Assise)
Saint Paul (en italien, San Paolo) est une fresque attribuée au peintre  Giotto di Bondone (ou à son atelier ?), datée des environs de 1291-1295 et située dans la partie supérieure de la contrefacciata de l'église supérieure de la basilique Saint-François d'Assise

## Description
À l'envers de la façade, au-dessus du portail de la basilique, se trouvent trois médaillons avec la Madonna col Bambino ridente (au centre) et deux Anges (aux côtés).
Plus haut, au-delà de la lunette avec la Pentecôte et l'Ascension, se trouvent deux autres grands médaillons avec saint Pierre et saint Paul, qui symbolisent la protection papale directe sur la basilique.
Pratiquement toutes les peintures de l'envers de la façade sont attribuées au jeune Giotto et à ses collaborateurs, à un moment immédiatement antérieur au début des Storie di san Francesco.
La fresque de saint Paul est en bonnes conditions de conservation. Elle représente le saint en buste dans un clipeus avec ses traditionnels attributs physiques : cheveux et barbe châtain, tête dégarnie aux tempes, veste à l'antique.
Par rapport à la figure de Pierre, rigidement frontale, Paul semble ébaucher une légère torsion du buste vers la gauche.
Concernant l'attribution de l'œuvre, diverses hypothèses ont été émises par les historiens de l'art :
- Cesare Gnudi (1959), relève des influences romaines et toscanes,
- Decio Gioseffi (1957 et 1963) et Roberto Salvini (1962) parlent d'un maître anonyme s'inspirant de Giotto, actif postérieurement à la réalisation des Storie francescane.
- Les hypothèses contemporaines se réfèrent à un travail exécuté à partir d'un dessin du responsable des Storie francescane, dirigé probablement par des maîtres de l'atelier de Giotto.